# ハーンカー・サラヒーヤ・モスク
ハーンカー・サラヒーヤ・モスクは、聖墳墓教会の北側、エルサレム旧市街のキリスト教徒地区に位置する。

## 歴史
モスクはかつてエルサレム大司教御所があった場所にある。１１８７年のエルサレムにおける十字軍のサラディンへの降伏後（それゆえサラヒーヤなのである）、御所はモスクになった。ミナレットは１４１７年建立である。

## 聖墳墓教会を挟む二モスク
聖墳墓教会を挟んで反対側にあるオマル・モスクは、ほぼ同一のミナレットを持っている ２つのミナレットは明らかに対としてデザインされた。この２つのミナレットを結ぶ線は、聖墳墓教会の扉とイエスの墓（ロトンダ）を通り、２つのミナレットは聖墳墓教会の扉から等距離であり、そして元の地面の高さが異なるにもかかわらず、その頂点は正確に同じ高さとなっている。マーフィー・オコーナーは、これをマムルーク朝支配者たちによる、聖墳墓の「無効化」かもしれないと提起している。なぜならイスラームにおける信念では、神がイエスを直接天に上げたことになっており、十字架上の死を支持するものではないからである。

## ギャラリー

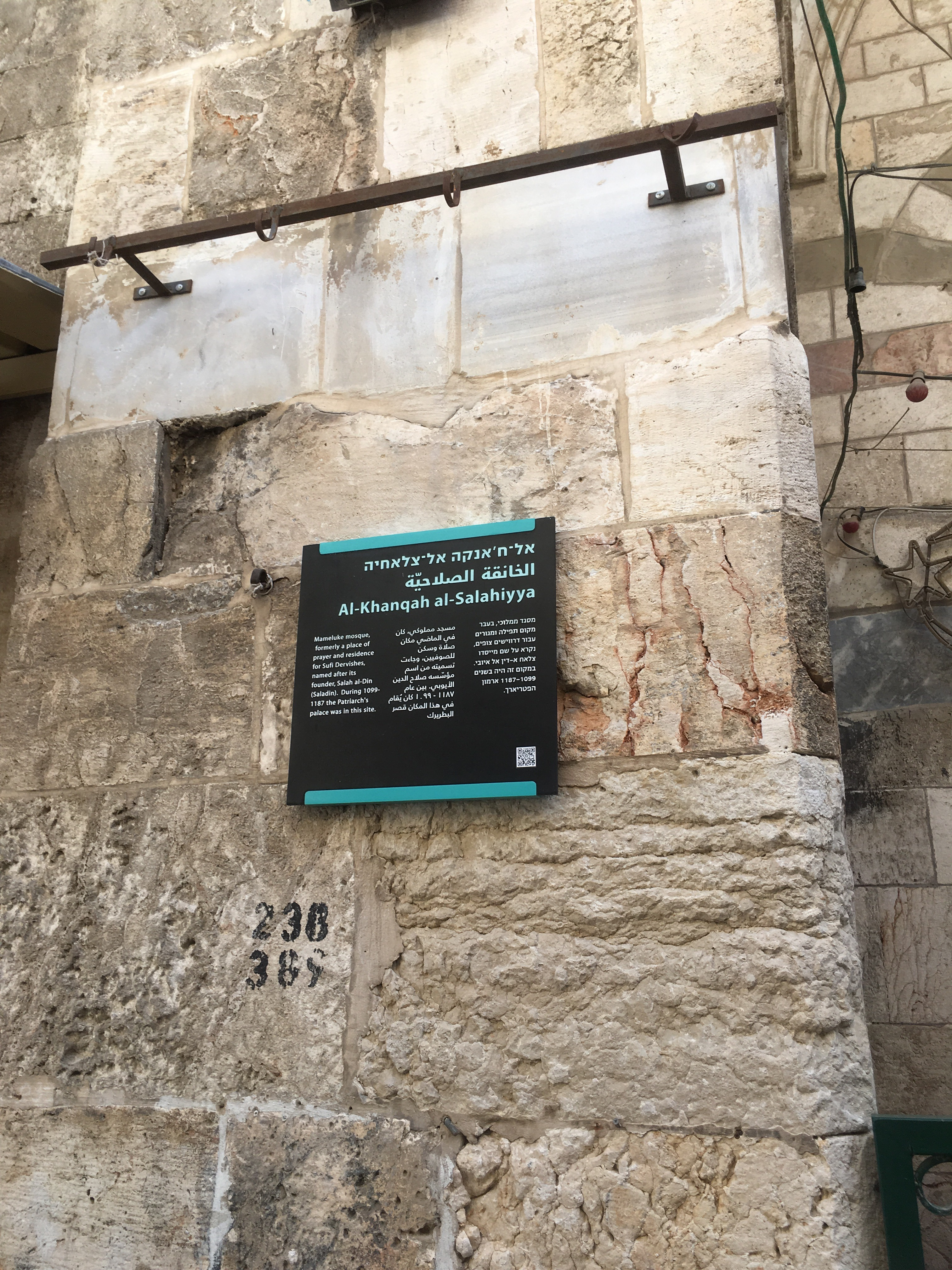
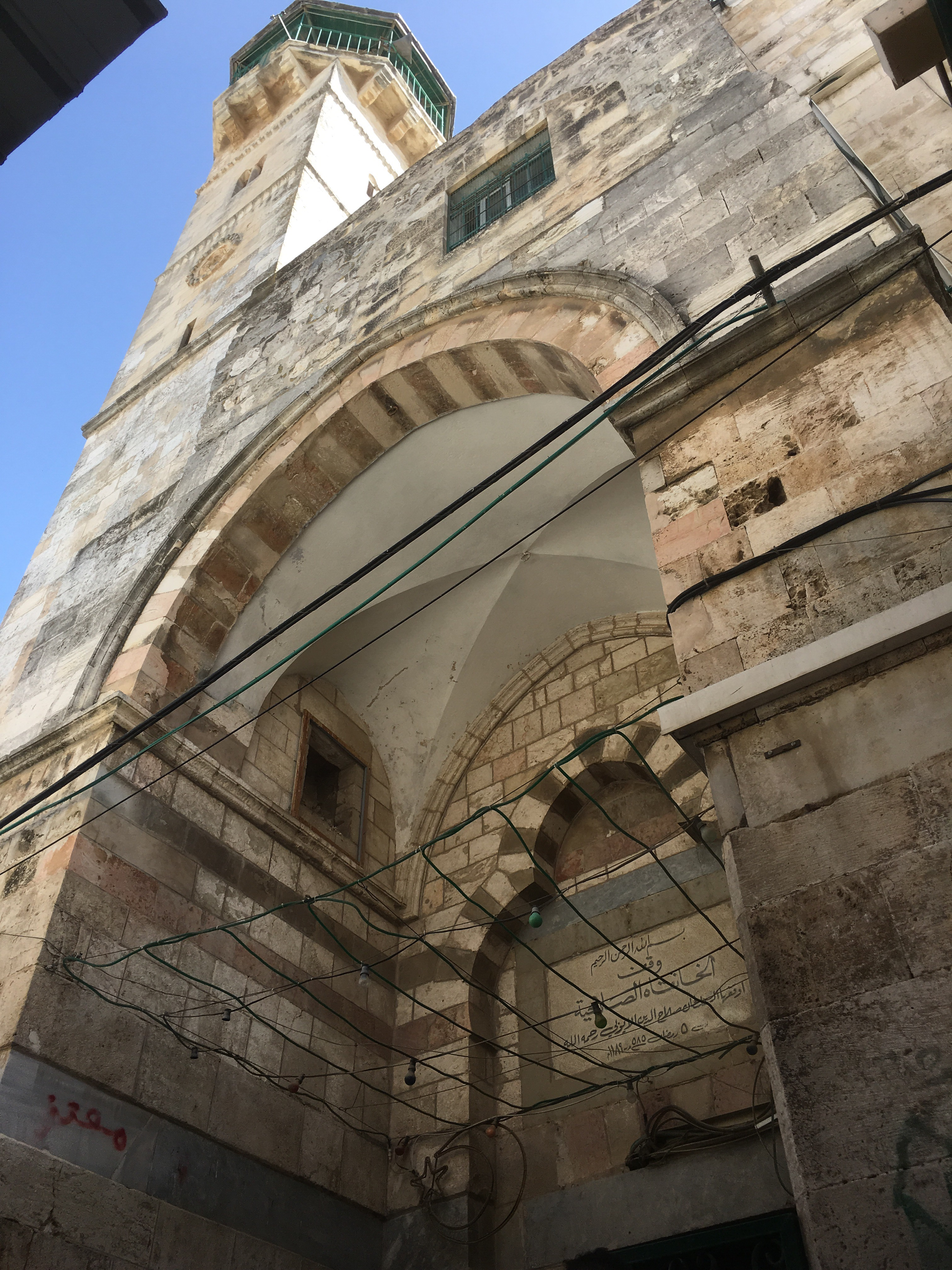
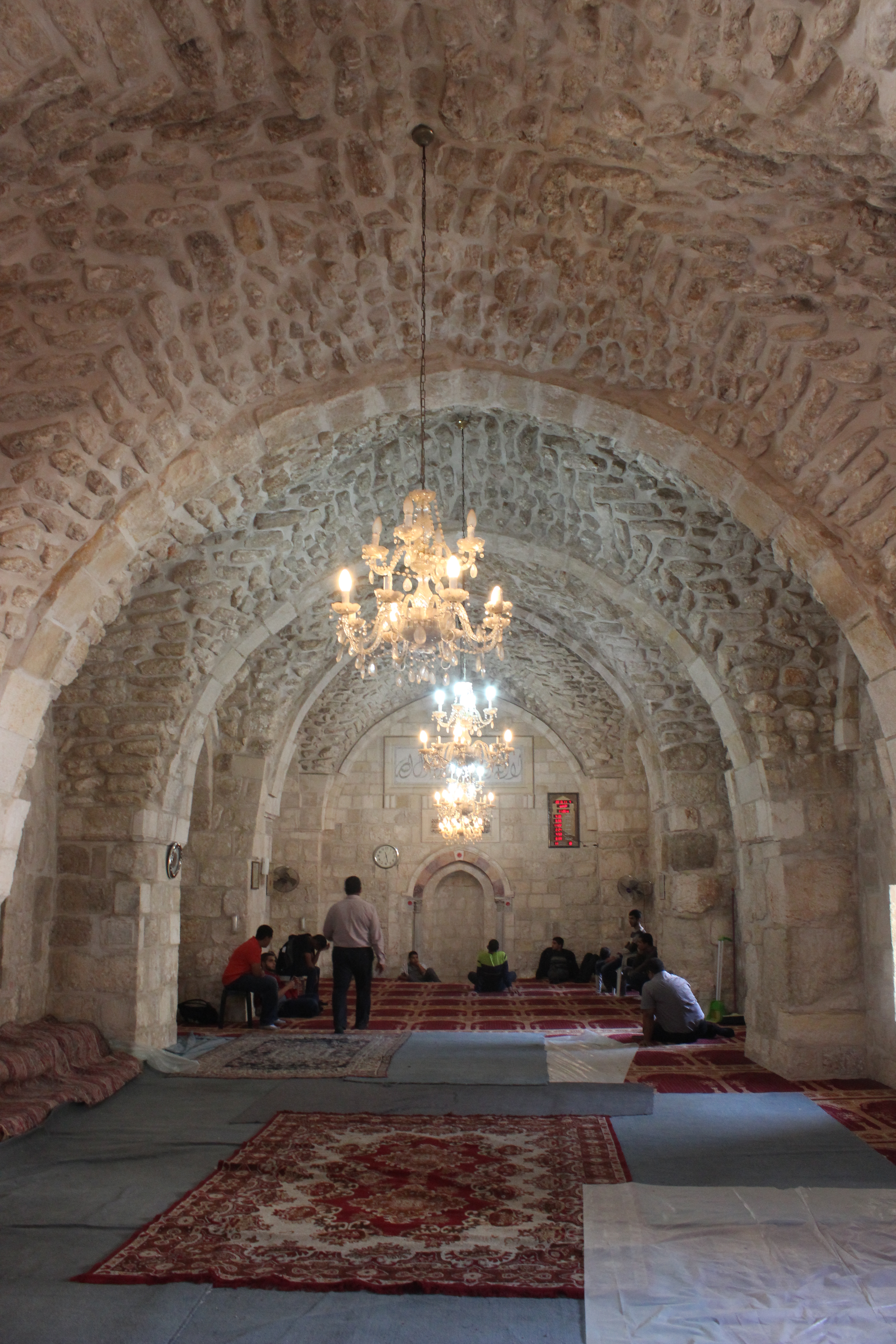
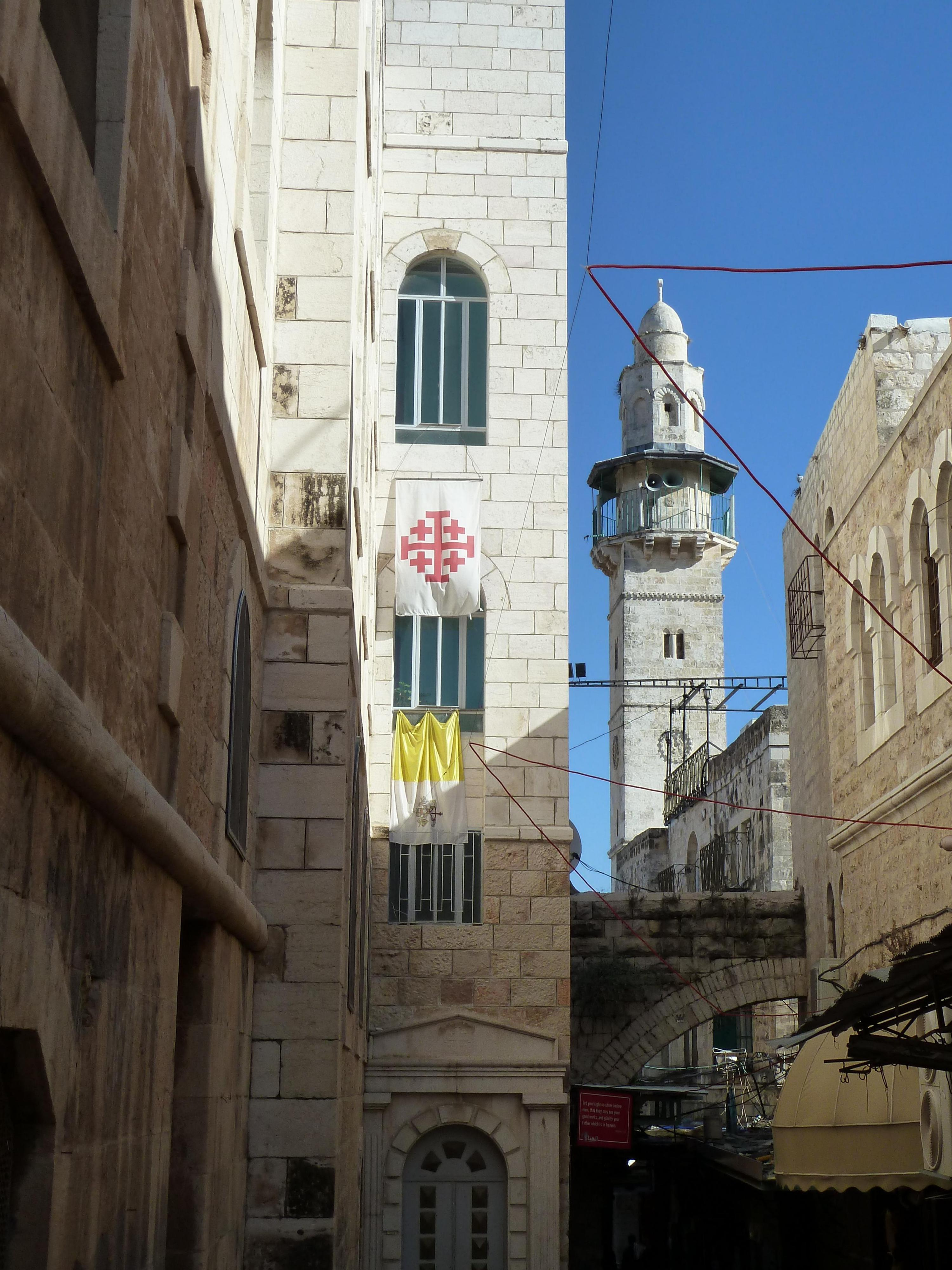

## 注
1. ↑  Winter, Dave & Matthews, John. Israel Handbook, p. 147. Footprint Travel Guides, 1999. ISBN 1-900949-48-2
2. ↑  Moudjir ed-dyn, 1876, p.  169
3. 1 2   El Khanqah-Moschee in Jerusalem (German text and pictures at theologische-links.de)
4. 1 2  Murphy-O’Connor, J. (2008). The Holy Land: An Oxford Archaeological Guide from Earliest Times to 1700. Oxford Archaeological Guides. Oxford: Oxford University Press. p. 62. ISBN 978-0-19-923666-4 2016年6月20日閲覧。